# アップフロントプロモーション
株式会社アップフロントプロモーション（英: UP-FRONT PROMOTION Co., Ltd.、通称：UFP〈旧通称・UFA〉）は、日本の芸能プロダクション。アップフロントグループに属する。
当項目では便宜上、UFP以外のアップフロントグループ関連・提携会社についても記述する。

## 概説
- 前身は多数のフォークソング・ニューミュージック系歌手が所属していたヤングジャパングループであり、1970年代以降フォーク・ニューミュージック界をリードしてきた老舗の音楽事務所である。そのため、ベテラン歌手が多く在籍し、音楽方面には一定の影響力を有する。歌手の育成に強く、日本レコード大賞や全日本有線放送大賞、日本有線大賞などの音楽賞を受賞する歌手を数多く育成・輩出している。
- アップフロントプロモーション（以下UFP）には、2023年現在、モーニング娘。を最筆頭とするハロー!プロジェクト所属の女性アイドル、およびハロプロ研修生が専属という形で所属している。
- UFP以外の関連会社として、アップフロントクリエイトやジェイピィールーム、提携会社にジャストプロなどがあり、ミュージシャンをはじめ、事務所によって女優、モデル、文化人なども所属する（会社・所属芸能人の詳細は下記「#アップフロントグループ系列会社所属の主な芸能人」を参照）。
- 毎年発表されていた芸能事務所申告所得ランキングで上位にランクインしていた大手芸能事務所である（2006年度はランキング第3位。同年以降は納税交付が発表されなくなったため、ランキングは廃止された）。
- 1980年にポリドール株式会社（当時、現：ユニバーサルミュージック合同会社）とヤングジャパングループ（当時）の合弁で株式会社ポリスターを設立し、数多くのアーティストを育成していたが、1995年に経営悪化によりアップフロント側がポリスターから資本撤退する。1993年には株式会社ワーナーミュージック・ジャパンとアップフロントグループの合弁で株式会社ワン・アップ・ミュージックを設立。そして1998年にワン・アップ・ミュージック（存続会社）と株式会社Y.J.サウンズが合併して株式会社ゼティマ（現：株式会社アップフロントワークス）を設立している。

### 事業所
- 東京都品川区北品川5-1-18 住友不動産大崎ツインビル東館6F

## 沿革
- 1983年（昭和58年）1月、ヤングジャパングループ内に株式会社ツーバンを設立。
- 1986年（昭和61年）5月、株式会社メイハウスと統合し、株式会社アップフロントエージェンシー（初代法人）となる。
- 1995年（平成7年）4月、株式会社アップフロントエージェンシーを5社に分社化し、社名を株式会社アップフロントエージェンシーグループに変更。
- 1999年（平成11年）、社名を再び株式会社アップフロントエージェンシー（2代目法人）に変更。
- 2001年（平成13年）9月、芸能事業部門を分離して株式会社アップフロントエージェンシー（3代目法人）を設立し、本社機能のみを保持したグループ統括企業となり、社名を株式会社アップフロントグループに変更。
- 2004年（平成24年）4月1日、プロダクションと営業会社を再編。ギャラクシープロモーション、インパルプロモーション、ジャニスプロモーションをアップフロントエージェンシーに事業統合。
- 2012年（平成24年）10月1日、社名を株式会社アップフロントエージェンシーから株式会社アップフロントプロモーションに変更。「アップフロントエージェンシー」の社名は新たに設立された別会社（4代目法人、後に株式会社アップフロントグループに吸収合併され社内カンパニーの1つとなる）が引き継ぐ[1][2]。
- 2016年（平成28年）12月、コーポレートロゴマークを株式会社アップフロントグループに準じたロゴマークに改定。
- 2020年（令和2年）12月、事業所を東京都港区東麻布から品川区西五反田に移転。
- 2023年（令和5年）
  - 1月、大幅な人事異動が実施され、この中でもアップフロントプロモーションはハロー!プロジェクト専門の芸能プロダクションに特化した形となった。
  - 8月、品川区北品川に移転。

## 主な所属タレント

### 女性歌手・女優・女性タレント
ハロー!プロジェクト
| - モーニング娘。'25（11名） - 野中美希 - 小田さくら - 牧野真莉愛 - 羽賀朱音 - 横山玲奈 - 北川莉央 - 岡村ほまれ - 山﨑愛生 - 櫻井梨央 - 井上春華 - 弓桁朱琴 - アンジュルム（旧・スマイレージ）（8名） - 伊勢鈴蘭 - 為永幸音 - 橋迫鈴 - 川名凜 - 松本わかな - 平山遊季 - 下井谷幸穂 - 後藤花 - Juice=Juice（11名） - 段原瑠々 - 井上玲音 - 工藤由愛 - 松永里愛 - 有澤一華 - 入江里咲 - 江端妃咲 - 石山咲良 - 遠藤彩加里 - 川嶋美楓 - 林仁愛 - つばきファクトリー（10名） - 谷本安美 - 小野瑞歩 - 小野田紗栞 - 秋山眞緒 - 河西結心 - 福田真琳 - 豫風瑠乃 - 石井泉羽 - 村田結生 - 土居楓奏 | - BEYOOOOONDS（計9名） - CHICA#TETSU（2名） - 西田汐里 - 江口紗耶 - 雨ノ森 川海（4名） - 高瀬くるみ - 前田こころ - 岡村美波 - 清野桃々姫 - SeasoningS（3名） - 平井美葉 - 小林萌花 - 里吉うたの - OCHA NORMA（8名） - 斉藤円香 - 広本瑠璃 - 米村姫良々 - 窪田七海 - 中山夏月姫 - 西﨑美空 - 北原もも - 筒井澪心 - ロージークロニクル（9名） - 橋田歩果 - 吉田姫杷 - 小野田華凜 - 村越彩菜 - 植村葉純 - 松原ユリヤ - 島川波菜 - 上村麗菜 - 相馬優芽 - ハロプロ研修生（旧・ハロプロエッグ）（17名） - 浅野優莉花 - 宮越千尋 - 西村乙輝 - 大坪茉乃 - 吉田光里 - 杉原明紗 - 服部琉愛 - 長野桃羽 - 坂本葵花 - 鈴木もあ - 石川華望 - 根本花凛 - 宮﨑理帆 - 大野愛莉 - 樋口愛海 - 染谷彩良 - 青木優奈 - ハロプロ研修生北海道 - （在籍者なし） |

元ハロー!プロジェクト
- 生田衣梨奈
- 上國料萌衣
- 島倉りか

## アップフロントグループ系列会社所属の主な芸能人

### ジェイピィールーム株式会社
| 元ハロー!プロジェクト - 道重さゆみ - 譜久村聖 - 竹内朱莉 - 石田亜佑美 - 佐藤優樹 - 宮崎由加 - 宮本佳林 - 植村あかり - 佐々木莉佳子 - 稲場愛香 - 森戸知沙希 - 小関舞 |

### 株式会社アップフロントクリエイト
| 男性アーティスト - 堀内孝雄 - ばんばひろふみ - まこと（シャ乱Q） - たいせい（シャ乱Q） - 高山厳 - 杉田二郎 - 因幡晃 - 上々軍団 - さわやか五郎 - 鈴木啓太 - 松原健之 - ブラザーズ5 - 加川明 男性アーティスト（提携） - 田中義剛 - 花畑牧場代表取締役（業務提携） 女性アーティスト - 兵藤ゆき - 森高千里 - 小俣雅子 - 加藤紀子 - 林マヤ - 篠田潤子 - 相田翔子（元Wink） - 長谷川萌美 - 柳澤純子 | 元ハロー!プロジェクト - 中澤裕子 - 飯田圭織 - 安倍なつみ - 保田圭 - 矢口真里 - 石川梨華 - 高橋愛 - 里田まい - 田中れいな - 夏焼雅 - 須藤茉麻 - 熊井友理奈 - 館岡事務所にも所属 - 矢島舞美 - 中島早貴 - 鈴木愛理 - 真野恵里菜 - ジャストプロにも所属 - 勝田里奈 - 山岸理子 元ハロプロエッグ（元チャオ ベッラ チンクエッティ） - 諸塚香奈実 - 橋本愛奈 - 後藤夕貴 女性アーティスト（提携） - 渡瀬マキ（LINDBERG） - ティンカティンカ所属（業務提携） - 辻希美 - YU-M エンターテインメント所属（業務提携） - 藤本美貴 - ジャストプロ所属（業務提携） - 飯窪春菜 - ジャストプロ所属（業務提携） |

### 株式会社アップフロントグループ アップフロントエージェンシー社
| タレント - シャ乱Q | スポーツ選手 - 井上陽子（プロゴルファー） - 浪崎由里子（プロゴルファー） |

#### 札幌支社
- 三好絵梨香（元ハロー!プロジェクト、元美勇伝）

### 株式会社アップフロントグループ 関西支社
（在籍者なし）

### 株式会社スタジオ・ケイグループ
- 勝野洋
- キャシー中島

### TNX株式会社
- つんく♂（シャ乱Q）
- KAHO
- 相場美晴
- FUJIKIN😎フジキン
- 針尾ありさ
- 末笠鈴
- 前田晴香

## アップフロントグループ提携会社所属の芸能人

### 株式会社ハーモニープロモーション
- 安めぐみ

### 株式会社ジャストプロ
| 元ハロー!プロジェクト - 真野恵里菜 - アップフロントクリエイトにも所属 - 藤本美貴 - アップフロントクリエイトと業務提携 - 飯窪春菜 - アップフロントクリエイトと業務提携 | 元アップフロントクリエイト - 二瓶有加（元PINK CRES.） |

### YU-M エンターテインメント株式会社
| - アップアップガールズ（仮） - 青柳佑芽 - アップアップガールズ（2） - 高萩千夏 - 鍛治島彩 - 佐々木ほのか - 島崎友莉亜 - 新倉愛海 - アップアップガールズ（プロレス） - らく - 渡辺未詩 - 鈴木志乃 - 高見汐珠 - UP UP NEW AGE ネオアゲ - MINA - AYAKA - MARIN - RURINA - IROHA - でか美ちゃん - 吉川茉優 - 中川千尋 - 小山星流 | 元ハロー!プロジェクト - 辻希美 - アップフロントクリエイトと業務提携 - 岸本ゆめの 元ハロプロエッグ - 吉川友 - 仙石みなみ - 佐保明梨 - 関根梓 元アップフロント関西 - 八木沙季（元Lovelys） |

## アップフロントグループ系列会社所属の主な作家

### アップフロント音楽出版
- 星部ショウ（作詞家・作曲家）

## 過去に所属していた主な芸能人

### 男性歌手・俳優・男性タレント
| - 谷村新司 - スターダストレビュー - 三谷泰弘 - 光田健一 - 根本要 - 柿沼清史 - 寺田正美 - 林"VOH"紀勝 - KAN（在籍中に死去） - 牧田和男 - しゅう（元シャ乱Q） - 東京ビンゴビンゴダイナマイトジャパン - ウンパー皆川 - 石田清一 - 三浦文夫 - Something ELse - 大久保伸隆 - 伊藤大介 - 今井千尋 | - 7HOUSE - ケンジ - ヤスノリ - ヒロキ - オグ - 紫苑 - ウォーキービッツ - GATS TKB SHOW - GAGAALING - ラブアンドピース - 青木進 - 中島翔 - EE JUMP - ユウキ - KEN - つボイノリオ - 久礼聡史 - 仁田宏和 - 馬場紘之信 - ヒョンギ - 長江健次 - 河井博大 | - T-Pistonz+KMC - トン・ニーノ - KMC - イン・チキータ - ヒロシ・ドット - 元T-Pistonz+KMC - ブラザー・ヒデ・キング - ドン・リンゴ - パク・ヨンハ - TAKERU - ソウルジャンクションズ - 平松チャパ慎也 - ヒサシブルース - タカナユウヤ - ハセ - 玉串翔 - 元アルマカミニイト - 宗彦 - エリック・フクサキ - あいざわ元気 - 楠本柊生 - 五木ひろし - 城太郎 - 中島卓偉 |

お笑いタレント
| - タイムマシーン3号 - 山本浩司 - 関太 - ニレンジャー - 林博之 - 川田青澄 | - サミットクラブ - ムラコ - 静恵一 - さるしばい - 川野淳 - 中後有史 | - お侍ちゃん - ミニビッシュ - チャンピオンジム - チャンピオン - 原野吉弘 - キンタ（三遊亭楽㐂） |

### 女性歌手・女優・女性タレント
| - 畠田理恵 - 古内東子 - ソニン - スパーク - 菊池亜衣 - 吉鶴舞 - 有賀さつき - 渡辺美里 - 松下里美 - TAM TAM - 羽野晶紀 - 今井優子 - 円谷優子 - 松田樹利亜 - より子。 - つだ♀まさごろ - 安藤幸代 - 斉藤慶子 - 深谷愛 - 谷村有美 - つつみかよこ - MISCO - 及川夕依 - Nyle - エリアンナ - 黒岩麻一美 - 宮内真理子 - 宮本やこ - Ruca | - 元HAPPY!STYLE Rookies - 笹峰葵 - 坂田奈穂子 - 枝川みるる - HAPPY! STYLE - 能登有沙 - HAPPY!STYLE Rookies - 平田梨亜 - 松永真穂 - ゆいかおり - 小倉唯 - 石原夏織 - 寺門仁美 - 三澤紗千香 - 平山みき - 佐野香織里（元アップフロントエッグ） - 真鍋早彩 - 髙橋梨奈 - 塚原あずさ - 金久保茉由 - 種市莉沙 - 佐々木恵瑠 - 雑賀姉妹 - 雑賀カアネ - 雑賀サクラ - プー・ルイ（BiS） - リトルブルーボックス - 北原沙弥香 - 尾高もえみ - Emyli | - 村上東奈 - 元チャオ ベッラ チンクエッティ - 秋山ゆりか - 岡田ロビン翔子 - 元LoVendoЯ - 魚住有希 - 岡田万里奈 - 宮澤茉凜 - 元アップアップガールズ（仮） - 佐藤綾乃 - 古川小夏 - 森咲樹 - 新井愛瞳 - 工藤菫 - 鈴木あゆ - 古谷柚里花 - 鈴木芽生菜 - 住田悠華 - 辻田沙織 - 土上明子 - みやさと奏 - 上田祥子 - 元アップアップガールズ（2） - 中沖凜 - 橋村理子 - 森永新菜 - 元アップアップガールズ（プロレス） - ぴぴぴぴぴなの - 乃蒼ヒカリ - 青山麻由 - 大西暁子 - 伊藤沙菜 - 小林ひかる（元PINK CRES.） - 田﨑あさひ（元Bitter & Sweet） |

元ハロー!プロジェクト
| - 平家みちよ - モーニング娘。 - 福田明日香 - 石黒彩 - 市井紗耶香 - 加護亜依 - 後藤真希 - 亀井絵里 - ジュンジュン - リンリン - 紺野あさ美 - 小川麻琴 - 鈴木香音 - 久住小春 - 光井愛佳 - 尾形春水 - 吉澤ひとみ - 鞘師里保 - 新垣里沙 - 加賀楓 - 工藤遥 - 太陽とシスコムーン - 信田美帆 - RuRu - 小湊美和 - 稲葉貴子 - ココナッツ娘。 - チェルシー - エイプリル - ダニエル - レフア - ミカ - アヤカ - カントリー娘。 - 小林梓 - 柳原尋美 - りんね - あさみ - みうな - 三佳千夏 - メロン記念日 - 斉藤瞳 - 大谷雅恵 - 柴田あゆみ - ムラタメグミ - 石井リカ - シェキドル - 北上アミ - 大木衣吹 - 末永真己 - 荒井紗紀 - 前田有紀 - 松浦亜弥 | - Berryz工房 - 石村舞波 - 嗣永桃子（元カントリー・ガールズ） - 徳永千奈美 - 清水佐紀 - 菅谷梨沙子 - ℃-ute - 村上愛 - 有原栞菜 - 梅田えりか - 萩原舞 - 岡井千聖 - アンジュルム（旧・スマイレージ） - 小川紗季 - 前田憂佳 - 田村芽実 - 相川茉穂 - 中西香菜 - 福田花音 - 船木結（2019年12月までカントリー・ガールズ兼任。） - 室田瑞希 - 笠原桃奈 - 太田遥香 - 和田彩花 - 川村文乃 - Juice=Juice - 大塚愛菜 - 梁川奈々美（カントリー・ガールズ兼任） - 高木紗友希 - 金澤朋子 - カントリー・ガールズ - 島村嬉唄 - 嗣永桃子（2015年3月までBerryz工房兼任。） - 山木梨沙（2019年10月までカレッジ・コスモス兼任。） - こぶしファクトリー - 藤井梨央 - 小川麗奈 - 田口夏実 - 広瀬彩海 - 浜浦彩乃 - 和田桜子 - 野村みな美 - つばきファクトリー - 新沼希空 - 小片リサ - 浅倉樹々 - 八木栞 - BEYOOOOONDS - CHICA#TETSU - 一岡伶奈 - 雨ノ森 川海 - 山﨑夢羽 - OCHA NORMA - 田代すみれ - 石栗奏美 | - 元ハロプロ研修生（旧・ハロプロエッグ） - 大柳麻帆 - 川島幸 - 橋田三令 - 小倉愛実 - 湯徳歩美 - 武藤水華 - 青木英里奈 - 瀬崎あずさ - 澤田由梨 - 古峰桃香 - 西念未彩 - 前田彩里 - 岡井明日菜 - 平野智美 - 木沢瑠那 - 田中杏里 - 長澤和奏 - 山賀香菜恵 - 茂木美奈実 - 岡村里星 - 真城佳奈 - 金子りえ - 小数賀芙由香 - 田中可恋 - 大浦央菜 - 田辺奈菜美 - 吉橋くるみ - 三瓶海南 - 斎藤夏奈 - 岡本帆乃花 - 竹村未羽 - 橋本渚（元ナイスガールトレイニー） - 横川夢衣 - 島野萌々子（元ナイスガールトレイニー） - 仲野りおん - 吉田真理恵 - 後藤咲香 - 橋本桃呼 - 井上ひかる - 堀江葵月（元ナイスガールトレイニー） - 金津美月 - 野口胡桃 - 日比麻里那 - 土居麗菜 - 児玉咲子 - 楠萌生 - 小野琴己 - 出頭杏奈 - 金光留々 - 山田苺 - 前島花凛 - 河野空愛 - 牧野永愛 - 元ハロプロ研修生北海道 - 北川亮 - 佐藤光 - 橋本莉々花 - 渋谷妃菜 - チャン・ダヨン |

| 元アップフロント関西 - SI☆NA（元ハロプロ関西） - 中山菜々（元NMB48） - 須磨愛 - 岩嶋雅奈未 - 阿部麻美 - 岡田唯（元ハロー!プロジェクト、元美勇伝） - 川村真洋（元乃木坂46） - tokimino - 時見恵利那 - 實由美香 - Yes Happy!（現イエスハッピー!） - さやか（元Lovelys!!!!兼任） - こころ（元Lovelys!!!!兼任） - ペルビー貴子（業務提携） - 宮崎梨緒（元Lovelys） | 元ハロプロ台湾 - アイスクリー娘。（元ハロプロ台湾） - シェンシェン（呉思璇） - アンチー（鍾安琪） - ペイペイ(曾德萍） - ヨウコ（趙國蓉） - レイレイ（邱翠玲） - グーチャン（古筠） - 大小姐（元ハロプロ台湾） - フランシス（呉兆絃） - 愛子（藍愛子） |

元TNX・元NICE GIRL プロジェクト!
| - 時東ぁみ - ジャ・ジャ - カレン - とっきー - ピーチ - チェリー - 大瀬楓（元THE ポッシボー） - キャナァーリ倶楽部 - 小川真奈（「CAN'S」班） - 高田あゆみ（同上） - にわみきほ（「あ〜りぃず」班） - 大浦育子（同上） - 持田千妃来（班不明メンバー） - 元キャナァーリ倶楽部 - 杉浦里穂 - 内田由麻 - えり〜な - 岡田怜子 - 松井友里絵 - TNX研修生 | - 元NICE GIRL プロジェクト!研修生 \| - わかびー - サリー - マリーナ - くらもん - グッチー - みーちゃん - きにーにゃ - くにやすまな - ゆい姉ぇ - 岡田沙耶奈 - やまだあゆみ - 山下瑞樹 - 押切沙也加 - あいぽん - みーちゃん - 桑田望 - 山田歩美 - 國安愛菜 - 赤羽つぶら - 今野梨奈 - 郡戸美有 \| - 坂上麻優 - しおりん - 勝田麗美 - わっちゃん - カッキー - 石塚未来 - 小野はるか - 佐藤麻莉亜 - 藤田彩加 - 野口美結 - 桑元稜 - 寺尾優美 - ズッキー - 北川芽韻 - 小山梨織 - 中村菜摘 - なぎさ - 藤澤新奈 - 油井原幸 - 千葉彩花 \| | - NICE GIRL μ（NGP研修生） - みのりん - ぶんちゃん - かのん - はるん - なっちゃん - ももっち |
| - わかびー - サリー - マリーナ - くらもん - グッチー - みーちゃん - きにーにゃ - くにやすまな - ゆい姉ぇ - 岡田沙耶奈 - やまだあゆみ - 山下瑞樹 - 押切沙也加 - あいぽん - みーちゃん - 桑田望 - 山田歩美 - 國安愛菜 - 赤羽つぶら - 今野梨奈 - 郡戸美有                                                                                          | - 坂上麻優 - しおりん - 勝田麗美 - わっちゃん - カッキー - 石塚未来 - 小野はるか - 佐藤麻莉亜 - 藤田彩加 - 野口美結 - 桑元稜 - 寺尾優美 - ズッキー - 北川芽韻 - 小山梨織 - 中村菜摘 - なぎさ - 藤澤新奈 - 油井原幸 - 千葉彩花 |                                                                                              |

## 過去に所属していた主な作家
- 三浦徳子（作詞家）[注 37]